# BEAK
BEAK（ビーク） は、日本のドラマー。北海道網走市出身。パンク・ロックやメロディック・ハードコアを中心としたジャンルで活動し、バンド「NICOTINE」「逆EDGE」「MAYKIDZ」のメンバーとして知られる。2013年からはソロ名義「ひとりドラム」としての活動も展開している。

## 略歴
中学時代にドラムを始め、高校卒業まで地元・網走でバンド活動を行う。卒業後は「MAD JUNKY」というバンドで活動した。
2000年、日本のロックバンドCRAZEの影響や活動をきっかけに、20歳で上京。その後、本格的なライブ活動を開始し、22歳頃からはアメリカや韓国などでのツアーにも参加。国内外の複数のアーティストと共演経験があるとされる。

### NICOTINE
2011年より、日本のパンク・ロックバンドNICOTINEにドラマーとして加入。

### ひとりドラム
2013年、ソロプロジェクト「ひとりドラムロックショー」を開始。ステージ上にドラムセットのみを配置し、音源を流しながらパフォーマンスをするライブ形式を展開。2024年には韓国での海外公演を実施し、同年6月には台湾ツアーも開催され、9月には新作『ひとりドラム -弐-』をリリースした。

### 逆EDGE
2016年、ロックバンド「逆EDGE」に加入。ライブや音源制作に参加している。バンドの楽曲「ダイエットは明日から」はTikTokなどSNSで拡散され、2024年時点で1億回以上の再生回数を記録したとされる（要出典）。

### MAYKIDZ
2018年、ELLEGARDENの高田雄一、超飛行少年／SAY MY NAME.の小林光一とともにロックバンドMAYKIDZを結成。

### メディア出演
2018年より、千葉県八千代市のコミュニティFM局「FMふくろう」にて、ラジオ番組『ドタバタ8ビート!!』のパーソナリティを務めている。

### 人物
趣味は靴磨きで、「靴磨き知識アドバイザー」および「レザーソムリエ（初級）」の資格を持つ。Dr. Martensのコレクターであり、所有足数は45足以上。映像作品では足元の演出にもこだわっているとされる。

## 作品

### フルアルバム
- 『GOD OF ROCK』（2012年8月8日、VSKY-0001）[4]

#### ミニアルバム
- 『AFTER LONG VACATION』（2019年12月4日、SPYR-0001）[5]
- 『UNSTOPPABLE』（2022年9月21日、SPYR-0002）[6]
- 『PUNK ROCK PARADE』（2023年5月31日、SPYR-0003）[7]
- 『St.ROSALIA』（2023年12月20日、SPYR-0004）[8]

#### 配信シングル
- 『MAKE A SONG FOR YOU』（2023年6月24日配信）[9]
- 『St.ROSALIA』（2023年7月29日配信）[10]
- 『HOW LONG』（2023年8月29日配信）[11]
- 『BLACK PEARL』（2023年9月27日配信）[12]
- 『Hypnosis』（2023年10月30日配信）[13]
- 『NIGHTHAWK』（2023年11月17日配信）[14]

### MAYKIDZ

#### アルバム
- 『9/Theories』（2018年7月18日、NASO-0001）[15]
- 『Twisted Thinking』（2019年4月17日、NASO-0002） - PAMとのスプリットアルバム[16]
- 『XI』（2019年9月4日、NASO-0003）[17]
- 『The Melodymatic Punchlines』（2023年9月6日、NASO-0004）[18]

#### シングル
- 『Eyes Shut』（2021年7月23日）[19]
- 『Dreams』（2023年 会場限定）[20]
- 『Thunders』（2024年1月15日）[21]
- 『Lights』（2025年1月22日）[22]
- 『OVERTAKE』（2025年2月12日）[23]

### 逆EDGE

#### アルバム
- 『ダイエットは明日から』（2017年8月5日、egde-01）[24]
- 『逆EDGE』（2020年7月24日、egde-02）[25]

#### シングル
- 『バカしかいない』（2024年11月1日配信）[26]
- 『今夜のおかずは信州ポーク』（2023年配信）[27]
- 『外野は黙ってろ』（2023年配信）[28]
- 『今電話してくるか!?』（2023年配信）[29]
- 『首都低速道路』（2022年配信）[30]
- 『終わってんなら早くハケろ』（2022年配信）[31]

### ひとりドラム

#### ミニアルバム
- 『ひとりドラム』（2019年3月12日、ROCK AREA RECORDS） - 配信リリース。収録曲：「DL SONG.1」「DL SONG.2」「DL SONG.3」[32]
- 『ひとりドラム -弐-』（2024年9月27日、BEAK OFFICIAL SHOP） - 全6曲収録。新曲2曲を含む。[33]